# 투르크메니스탄 축구 국가대표팀
투르크메니스탄 축구 국가대표팀(투르크멘어: Türkmenistanyň milli futbol ýygyndysy)은 투르크메니스탄을 대표하는 축구 국가대표팀으로 투르크메니스탄 축구 연맹에서 관리한다. 아시아에서 최약체로 평가되는 팀들 중에 하나로 아시가바트 스타디움을 홈 구장으로 사용하고 있으며 1992년 6월 1일 카자흐스탄과의 친선 경기에서 국제 A매치 첫 경기를 치렀다.

## 국제 대회 경력

### FIFA 월드컵
2006년 FIFA 월드컵 아시아 지역 1차 예선에서 아프가니스탄을 1·2차전 합계 13-0으로 대파하며 2전 전승으로 2차 예선에 올랐고 2차 예선에서도 2승 1무 3패로 인도네시아와 동률을 이뤘지만 골득실에서 앞서며 8조 2위로 선전했다.

### 아시안 게임
아시안 게임에는 U-23 대표팀 전적을 비롯해 4번 출전하여 이 가운데 1994년과 1998년 대회에서 2회 연속 8강 진출의 성과를 거두었으며 U-23 대표팀으로는 2010년 대회에서 16강에 진출하는 등 조별리그에서 탈락했던 2002년 대회를 제외하고 3번의 대회에서 모두 토너먼트에 진출했다.

### AFC 챌린지컵
AFC 챌린지컵 본선에는 4번 출전하여 이 가운데 2010년과 2012년 대회에서 연속 준우승을 차지했는데 이는 투르크메니스탄이 AFC 주관 대회에서 거둔 역대 최고 성적에 해당된다.

### AFC 아시안컵
AFC 아시안컵 본선에는 2004년과 2019년 대회에 참가했으나 2번의 대회에서 모두 이렇다할 성과를 거두지 못하고 조별리그 탈락의 고배를 마셨다.

## 기타 국제 대회 경력
1997년 투르크메니스탄 대통령컵과 2008 HCM시티컵에서 우승을 차지했고 1993년 에코컵과 2002년 투르크메니스탄 대통령컵에서 준우승을 차지했다.

## FIFA 월드컵
| FIFA 월드컵 기록 | FIFA 월드컵 기록 | FIFA 월드컵 기록 | FIFA 월드컵 기록 | FIFA 월드컵 기록 | FIFA 월드컵 기록 | FIFA 월드컵 기록 | FIFA 월드컵 기록 | FIFA 월드컵 기록 | FIFA 월드컵 기록 | FIFA 월드컵 예선 기록 | FIFA 월드컵 예선 기록 | FIFA 월드컵 예선 기록 | FIFA 월드컵 예선 기록 | FIFA 월드컵 예선 기록 | FIFA 월드컵 예선 기록 | FIFA 월드컵 예선 기록 |
| 년도             | 결과             | 순위             | 경기             | 승               | 무*              | 패               | 득점             | 실점             | 승점             | 경기                  | 승                    | 무*                   | 패                    | 득점                  | 실점                  | 승점                  |
| ---------------- | ---------------- | ---------------- | ---------------- | ---------------- | ---------------- | ---------------- | ---------------- | ---------------- | ---------------- | --------------------- | --------------------- | --------------------- | --------------------- | --------------------- | --------------------- | --------------------- |
| 1930년           | 소련으로 참가    | 소련으로 참가    | 소련으로 참가    | 소련으로 참가    | 소련으로 참가    | 소련으로 참가    | 소련으로 참가    | 소련으로 참가    | 소련으로 참가    | 소련으로 참가         | 소련으로 참가         | 소련으로 참가         | 소련으로 참가         | 소련으로 참가         | 소련으로 참가         | 소련으로 참가         |
| 1934년           | 소련으로 참가    | 소련으로 참가    | 소련으로 참가    | 소련으로 참가    | 소련으로 참가    | 소련으로 참가    | 소련으로 참가    | 소련으로 참가    | 소련으로 참가    | 소련으로 참가         | 소련으로 참가         | 소련으로 참가         | 소련으로 참가         | 소련으로 참가         | 소련으로 참가         | 소련으로 참가         |
| 1938년           | 소련으로 참가    | 소련으로 참가    | 소련으로 참가    | 소련으로 참가    | 소련으로 참가    | 소련으로 참가    | 소련으로 참가    | 소련으로 참가    | 소련으로 참가    | 소련으로 참가         | 소련으로 참가         | 소련으로 참가         | 소련으로 참가         | 소련으로 참가         | 소련으로 참가         | 소련으로 참가         |
| 1950년           | 소련으로 참가    | 소련으로 참가    | 소련으로 참가    | 소련으로 참가    | 소련으로 참가    | 소련으로 참가    | 소련으로 참가    | 소련으로 참가    | 소련으로 참가    | 소련으로 참가         | 소련으로 참가         | 소련으로 참가         | 소련으로 참가         | 소련으로 참가         | 소련으로 참가         | 소련으로 참가         |
| 1954년           | 소련으로 참가    | 소련으로 참가    | 소련으로 참가    | 소련으로 참가    | 소련으로 참가    | 소련으로 참가    | 소련으로 참가    | 소련으로 참가    | 소련으로 참가    | 소련으로 참가         | 소련으로 참가         | 소련으로 참가         | 소련으로 참가         | 소련으로 참가         | 소련으로 참가         | 소련으로 참가         |
| 1958년           | 소련으로 참가    | 소련으로 참가    | 소련으로 참가    | 소련으로 참가    | 소련으로 참가    | 소련으로 참가    | 소련으로 참가    | 소련으로 참가    | 소련으로 참가    | 소련으로 참가         | 소련으로 참가         | 소련으로 참가         | 소련으로 참가         | 소련으로 참가         | 소련으로 참가         | 소련으로 참가         |
| 1962년           | 소련으로 참가    | 소련으로 참가    | 소련으로 참가    | 소련으로 참가    | 소련으로 참가    | 소련으로 참가    | 소련으로 참가    | 소련으로 참가    | 소련으로 참가    | 소련으로 참가         | 소련으로 참가         | 소련으로 참가         | 소련으로 참가         | 소련으로 참가         | 소련으로 참가         | 소련으로 참가         |
| 1966년           | 소련으로 참가    | 소련으로 참가    | 소련으로 참가    | 소련으로 참가    | 소련으로 참가    | 소련으로 참가    | 소련으로 참가    | 소련으로 참가    | 소련으로 참가    | 소련으로 참가         | 소련으로 참가         | 소련으로 참가         | 소련으로 참가         | 소련으로 참가         | 소련으로 참가         | 소련으로 참가         |
| 1970년           | 소련으로 참가    | 소련으로 참가    | 소련으로 참가    | 소련으로 참가    | 소련으로 참가    | 소련으로 참가    | 소련으로 참가    | 소련으로 참가    | 소련으로 참가    | 소련으로 참가         | 소련으로 참가         | 소련으로 참가         | 소련으로 참가         | 소련으로 참가         | 소련으로 참가         | 소련으로 참가         |
| 1974년           | 소련으로 참가    | 소련으로 참가    | 소련으로 참가    | 소련으로 참가    | 소련으로 참가    | 소련으로 참가    | 소련으로 참가    | 소련으로 참가    | 소련으로 참가    | 소련으로 참가         | 소련으로 참가         | 소련으로 참가         | 소련으로 참가         | 소련으로 참가         | 소련으로 참가         | 소련으로 참가         |
| 1978년           | 소련으로 참가    | 소련으로 참가    | 소련으로 참가    | 소련으로 참가    | 소련으로 참가    | 소련으로 참가    | 소련으로 참가    | 소련으로 참가    | 소련으로 참가    | 소련으로 참가         | 소련으로 참가         | 소련으로 참가         | 소련으로 참가         | 소련으로 참가         | 소련으로 참가         | 소련으로 참가         |
| 1982년           | 소련으로 참가    | 소련으로 참가    | 소련으로 참가    | 소련으로 참가    | 소련으로 참가    | 소련으로 참가    | 소련으로 참가    | 소련으로 참가    | 소련으로 참가    | 소련으로 참가         | 소련으로 참가         | 소련으로 참가         | 소련으로 참가         | 소련으로 참가         | 소련으로 참가         | 소련으로 참가         |
| 1986년           | 소련으로 참가    | 소련으로 참가    | 소련으로 참가    | 소련으로 참가    | 소련으로 참가    | 소련으로 참가    | 소련으로 참가    | 소련으로 참가    | 소련으로 참가    | 소련으로 참가         | 소련으로 참가         | 소련으로 참가         | 소련으로 참가         | 소련으로 참가         | 소련으로 참가         | 소련으로 참가         |
| 1990년           | 소련으로 참가    | 소련으로 참가    | 소련으로 참가    | 소련으로 참가    | 소련으로 참가    | 소련으로 참가    | 소련으로 참가    | 소련으로 참가    | 소련으로 참가    | 소련으로 참가         | 소련으로 참가         | 소련으로 참가         | 소련으로 참가         | 소련으로 참가         | 소련으로 참가         | 소련으로 참가         |
| 1994년           | 없음             | 없음             | 없음             | 없음             | 없음             | 없음             | 없음             | 없음             | 없음             | 없음                  | 없음                  | 없음                  | 없음                  | 없음                  | 없음                  | 없음                  |
| 1998년           | 예선 탈락        | 예선 탈락        | 예선 탈락        | 예선 탈락        | 예선 탈락        | 예선 탈락        | 예선 탈락        | 예선 탈락        | 예선 탈락        | 6                     | 2                     | 0                     | 4                     | 8                     | 13                    | 6                     |
| 2002년           | 예선 탈락        | 예선 탈락        | 예선 탈락        | 예선 탈락        | 예선 탈락        | 예선 탈락        | 예선 탈락        | 예선 탈락        | 예선 탈락        | 6                     | 4                     | 0                     | 2                     | 12                    | 7                     | 12                    |
| 2006년           | 예선 탈락        | 예선 탈락        | 예선 탈락        | 예선 탈락        | 예선 탈락        | 예선 탈락        | 예선 탈락        | 예선 탈락        | 예선 탈락        | 8                     | 4                     | 1                     | 3                     | 21                    | 10                    | 13                    |
| 2010년           | 예선 탈락        | 예선 탈락        | 예선 탈락        | 예선 탈락        | 예선 탈락        | 예선 탈락        | 예선 탈락        | 예선 탈락        | 예선 탈락        | 10                    | 3                     | 2                     | 5                     | 9                     | 13                    | 11                    |
| 2014년           | 예선 탈락        | 예선 탈락        | 예선 탈락        | 예선 탈락        | 예선 탈락        | 예선 탈락        | 예선 탈락        | 예선 탈락        | 예선 탈락        | 2                     | 0                     | 1                     | 1                     | 4                     | 5                     | 1                     |
| 2018년           | 예선 탈락        | 예선 탈락        | 예선 탈락        | 예선 탈락        | 예선 탈락        | 예선 탈락        | 예선 탈락        | 예선 탈락        | 예선 탈락        | 8                     | 4                     | 1                     | 3                     | 10                    | 11                    | 13                    |
| 2022년           | 예선 탈락        | 예선 탈락        | 예선 탈락        | 예선 탈락        | 예선 탈락        | 예선 탈락        | 예선 탈락        | 예선 탈락        | 예선 탈락        | 6                     | 3                     | 0                     | 3                     | 8                     | 11                    | 9                     |
| 2026년           | 예선 탈락        | 예선 탈락        | 예선 탈락        | 예선 탈락        | 예선 탈락        | 예선 탈락        | 예선 탈락        | 예선 탈락        | 예선 탈락        | 6                     | 0                     | 2                     | 4                     | 4                     | 14                    | 2                     |
| 합계             |                  |                  |                  |                  |                  |                  |                  |                  |                  | 46                    | 20                    | 5                     | 21                    | 72                    | 70                    | 65                    |

## AFC 아시안컵
| AFC 아시안컵 기록 | AFC 아시안컵 기록                     | AFC 아시안컵 기록                     | AFC 아시안컵 기록                     | AFC 아시안컵 기록                     | AFC 아시안컵 기록                     | AFC 아시안컵 기록                     | AFC 아시안컵 기록                     | AFC 아시안컵 기록                     | AFC 아시안컵 기록                     | AFC 아시안컵 예선 기록                | AFC 아시안컵 예선 기록                | AFC 아시안컵 예선 기록                | AFC 아시안컵 예선 기록                | AFC 아시안컵 예선 기록                | AFC 아시안컵 예선 기록                | AFC 아시안컵 예선 기록                |
| 년도              | 결과                                  | 순위                                  | 경기                                  | 승                                    | 무*                                   | 패                                    | 득점                                  | 실점                                  | 승점                                  | 경기                                  | 승                                    | 무*                                   | 패                                    | 득점                                  | 실점                                  | 승점                                  |
| ----------------- | ------------------------------------- | ------------------------------------- | ------------------------------------- | ------------------------------------- | ------------------------------------- | ------------------------------------- | ------------------------------------- | ------------------------------------- | ------------------------------------- | ------------------------------------- | ------------------------------------- | ------------------------------------- | ------------------------------------- | ------------------------------------- | ------------------------------------- | ------------------------------------- |
| 1956년            | 없음(소련의 일원)                     | 없음(소련의 일원)                     | 없음(소련의 일원)                     | 없음(소련의 일원)                     | 없음(소련의 일원)                     | 없음(소련의 일원)                     | 없음(소련의 일원)                     | 없음(소련의 일원)                     | 없음(소련의 일원)                     | 없음(소련의 일원)                     | 없음(소련의 일원)                     | 없음(소련의 일원)                     | 없음(소련의 일원)                     | 없음(소련의 일원)                     | 없음(소련의 일원)                     | 없음(소련의 일원)                     |
| 1960년            | 없음(소련의 일원)                     | 없음(소련의 일원)                     | 없음(소련의 일원)                     | 없음(소련의 일원)                     | 없음(소련의 일원)                     | 없음(소련의 일원)                     | 없음(소련의 일원)                     | 없음(소련의 일원)                     | 없음(소련의 일원)                     | 없음(소련의 일원)                     | 없음(소련의 일원)                     | 없음(소련의 일원)                     | 없음(소련의 일원)                     | 없음(소련의 일원)                     | 없음(소련의 일원)                     | 없음(소련의 일원)                     |
| 1964년            | 없음(소련의 일원)                     | 없음(소련의 일원)                     | 없음(소련의 일원)                     | 없음(소련의 일원)                     | 없음(소련의 일원)                     | 없음(소련의 일원)                     | 없음(소련의 일원)                     | 없음(소련의 일원)                     | 없음(소련의 일원)                     | 없음(소련의 일원)                     | 없음(소련의 일원)                     | 없음(소련의 일원)                     | 없음(소련의 일원)                     | 없음(소련의 일원)                     | 없음(소련의 일원)                     | 없음(소련의 일원)                     |
| 1968년            | 없음(소련의 일원)                     | 없음(소련의 일원)                     | 없음(소련의 일원)                     | 없음(소련의 일원)                     | 없음(소련의 일원)                     | 없음(소련의 일원)                     | 없음(소련의 일원)                     | 없음(소련의 일원)                     | 없음(소련의 일원)                     | 없음(소련의 일원)                     | 없음(소련의 일원)                     | 없음(소련의 일원)                     | 없음(소련의 일원)                     | 없음(소련의 일원)                     | 없음(소련의 일원)                     | 없음(소련의 일원)                     |
| 1972년            | 없음(소련의 일원)                     | 없음(소련의 일원)                     | 없음(소련의 일원)                     | 없음(소련의 일원)                     | 없음(소련의 일원)                     | 없음(소련의 일원)                     | 없음(소련의 일원)                     | 없음(소련의 일원)                     | 없음(소련의 일원)                     | 없음(소련의 일원)                     | 없음(소련의 일원)                     | 없음(소련의 일원)                     | 없음(소련의 일원)                     | 없음(소련의 일원)                     | 없음(소련의 일원)                     | 없음(소련의 일원)                     |
| 1976년            | 없음(소련의 일원)                     | 없음(소련의 일원)                     | 없음(소련의 일원)                     | 없음(소련의 일원)                     | 없음(소련의 일원)                     | 없음(소련의 일원)                     | 없음(소련의 일원)                     | 없음(소련의 일원)                     | 없음(소련의 일원)                     | 없음(소련의 일원)                     | 없음(소련의 일원)                     | 없음(소련의 일원)                     | 없음(소련의 일원)                     | 없음(소련의 일원)                     | 없음(소련의 일원)                     | 없음(소련의 일원)                     |
| 1980년            | 없음(소련의 일원)                     | 없음(소련의 일원)                     | 없음(소련의 일원)                     | 없음(소련의 일원)                     | 없음(소련의 일원)                     | 없음(소련의 일원)                     | 없음(소련의 일원)                     | 없음(소련의 일원)                     | 없음(소련의 일원)                     | 없음(소련의 일원)                     | 없음(소련의 일원)                     | 없음(소련의 일원)                     | 없음(소련의 일원)                     | 없음(소련의 일원)                     | 없음(소련의 일원)                     | 없음(소련의 일원)                     |
| 1984년            | 없음(소련의 일원)                     | 없음(소련의 일원)                     | 없음(소련의 일원)                     | 없음(소련의 일원)                     | 없음(소련의 일원)                     | 없음(소련의 일원)                     | 없음(소련의 일원)                     | 없음(소련의 일원)                     | 없음(소련의 일원)                     | 없음(소련의 일원)                     | 없음(소련의 일원)                     | 없음(소련의 일원)                     | 없음(소련의 일원)                     | 없음(소련의 일원)                     | 없음(소련의 일원)                     | 없음(소련의 일원)                     |
| 1988년            | 없음(소련의 일원)                     | 없음(소련의 일원)                     | 없음(소련의 일원)                     | 없음(소련의 일원)                     | 없음(소련의 일원)                     | 없음(소련의 일원)                     | 없음(소련의 일원)                     | 없음(소련의 일원)                     | 없음(소련의 일원)                     | 없음(소련의 일원)                     | 없음(소련의 일원)                     | 없음(소련의 일원)                     | 없음(소련의 일원)                     | 없음(소련의 일원)                     | 없음(소련의 일원)                     | 없음(소련의 일원)                     |
| 1992년            | 없음(독립국가연합으로 유로 대회 참가) | 없음(독립국가연합으로 유로 대회 참가) | 없음(독립국가연합으로 유로 대회 참가) | 없음(독립국가연합으로 유로 대회 참가) | 없음(독립국가연합으로 유로 대회 참가) | 없음(독립국가연합으로 유로 대회 참가) | 없음(독립국가연합으로 유로 대회 참가) | 없음(독립국가연합으로 유로 대회 참가) | 없음(독립국가연합으로 유로 대회 참가) | 없음(독립국가연합으로 유로 대회 참가) | 없음(독립국가연합으로 유로 대회 참가) | 없음(독립국가연합으로 유로 대회 참가) | 없음(독립국가연합으로 유로 대회 참가) | 없음(독립국가연합으로 유로 대회 참가) | 없음(독립국가연합으로 유로 대회 참가) | 없음(독립국가연합으로 유로 대회 참가) |
| 1996년            | 예선 탈락                             | 예선 탈락                             | 예선 탈락                             | 예선 탈락                             | 예선 탈락                             | 예선 탈락                             | 예선 탈락                             | 예선 탈락                             | 예선 탈락                             | 4                                     | 0                                     | 1                                     | 3                                     | 3                                     | 8                                     | 1                                     |
| 2000년            | 예선 탈락                             | 예선 탈락                             | 예선 탈락                             | 예선 탈락                             | 예선 탈락                             | 예선 탈락                             | 예선 탈락                             | 예선 탈락                             | 예선 탈락                             | 4                                     | 3                                     | 0                                     | 1                                     | 15                                    | 6                                     | 9                                     |
| 2004년            | 조별리그                              | 15위                                  | 3                                     | 0                                     | 1                                     | 2                                     | 4                                     | 6                                     | 1                                     | 6                                     | 4                                     | 2                                     | 0                                     | 10                                    | 2                                     | 14                                    |
| 2007년            | 불참                                  | 불참                                  | 불참                                  | 불참                                  | 불참                                  | 불참                                  | 불참                                  | 불참                                  | 불참                                  | AFC 챌린지컵 배정                     | AFC 챌린지컵 배정                     | AFC 챌린지컵 배정                     | AFC 챌린지컵 배정                     | AFC 챌린지컵 배정                     | AFC 챌린지컵 배정                     | AFC 챌린지컵 배정                     |
| 2011년            | 기권                                  | 기권                                  | 기권                                  | 기권                                  | 기권                                  | 기권                                  | 기권                                  | 기권                                  | 기권                                  | 기권                                  | 기권                                  | 기권                                  | 기권                                  | 기권                                  | 기권                                  | 기권                                  |
| 2015년            | 예선 탈락                             | 예선 탈락                             | 예선 탈락                             | 예선 탈락                             | 예선 탈락                             | 예선 탈락                             | 예선 탈락                             | 예선 탈락                             | 예선 탈락                             | AFC 챌린지컵 배정                     | AFC 챌린지컵 배정                     | AFC 챌린지컵 배정                     | AFC 챌린지컵 배정                     | AFC 챌린지컵 배정                     | AFC 챌린지컵 배정                     | AFC 챌린지컵 배정                     |
| 2019년            | 조별리그                              | 22위                                  | 3                                     | 0                                     | 0                                     | 3                                     | 3                                     | 10                                    | 0                                     | 14                                    | 7                                     | 2                                     | 5                                     | 19                                    | 21                                    | 23                                    |
| 2023년            | 예선 탈락                             | 예선 탈락                             | 예선 탈락                             | 예선 탈락                             | 예선 탈락                             | 예선 탈락                             | 예선 탈락                             | 예선 탈락                             | 예선 탈락                             | 9                                     | 4                                     | 0                                     | 5                                     | 11                                    | 17                                    | 12                                    |
| 2027년            | 미정                                  | 미정                                  | 미정                                  | 미정                                  | 미정                                  | 미정                                  | 미정                                  | 미정                                  | 미정                                  | 6                                     | 0                                     | 2                                     | 4                                     | 4                                     | 14                                    | 2                                     |
| 합계              | 2회 진출(2/7)                         | 조별리그(2회)                         | 6                                     | 0                                     | 1                                     | 5                                     | 7                                     | 16                                    | 1                                     | 28                                    | 14                                    | 5                                     | 9                                     | 47                                    | 37                                    | 47                                    |
| 순위              | AFC 아시안컵 역대 순위 : 29위         | AFC 아시안컵 역대 순위 : 29위         | AFC 아시안컵 역대 순위 : 29위         | AFC 아시안컵 역대 순위 : 29위         | AFC 아시안컵 역대 순위 : 29위         | AFC 아시안컵 역대 순위 : 29위         | AFC 아시안컵 역대 순위 : 29위         | AFC 아시안컵 역대 순위 : 29위         | AFC 아시안컵 역대 순위 : 29위         |                                       |                                       |                                       |                                       |                                       |                                       |                                       |

## AFC 챌린지컵
| AFC 챌린지컵 기록 | AFC 챌린지컵 기록 | AFC 챌린지컵 기록 | AFC 챌린지컵 기록 | AFC 챌린지컵 기록 | AFC 챌린지컵 기록 | AFC 챌린지컵 기록 | AFC 챌린지컵 기록 | AFC 챌린지컵 기록 |
| 년도              | 결과              | 경기              | 승                | 무*               | 패                | 득점              | 실점              | 승점              |
| ----------------- | ----------------- | ----------------- | ----------------- | ----------------- | ----------------- | ----------------- | ----------------- | ----------------- |
| 2006년            | 참가 대상 아님    | 참가 대상 아님    | 참가 대상 아님    | 참가 대상 아님    | 참가 대상 아님    | 참가 대상 아님    | 참가 대상 아님    | 참가 대상 아님    |
| 2008년            | 조별리그          | 3                 | 1                 | 1                 | 1                 | 6                 | 2                 | 4                 |
| 2010년            | 준우승            | 5                 | 3                 | 2                 | 0                 | 6                 | 2                 | 11                |
| 2012년            | 준우승            | 5                 | 3                 | 1                 | 1                 | 9                 | 4                 | 11                |
| 2014년            | 조별리그          | 3                 | 1                 | 0                 | 2                 | 6                 | 6                 | 3                 |
| 합계              | 준우승(2회)       | 16                | 8                 | 4                 | 4                 | 27                | 14                | 29                |

## 아시안 게임
| 아시안 게임 기록 | 아시안 게임 기록    | 아시안 게임 기록    | 아시안 게임 기록    | 아시안 게임 기록    | 아시안 게임 기록    | 아시안 게임 기록    | 아시안 게임 기록    | 아시안 게임 기록    | 아시안 게임 기록    |
| 년도             | 결과                | 순위                | 경기                | 승                  | 무*                 | 패                  | 득점                | 실점                | 승점                |
| ---------------- | ------------------- | ------------------- | ------------------- | ------------------- | ------------------- | ------------------- | ------------------- | ------------------- | ------------------- |
| 1951년           | 없음(소련으로 참가) | 없음(소련으로 참가) | 없음(소련으로 참가) | 없음(소련으로 참가) | 없음(소련으로 참가) | 없음(소련으로 참가) | 없음(소련으로 참가) | 없음(소련으로 참가) | 없음(소련으로 참가) |
| 1954년           | 없음(소련으로 참가) | 없음(소련으로 참가) | 없음(소련으로 참가) | 없음(소련으로 참가) | 없음(소련으로 참가) | 없음(소련으로 참가) | 없음(소련으로 참가) | 없음(소련으로 참가) | 없음(소련으로 참가) |
| 1958년           | 없음(소련으로 참가) | 없음(소련으로 참가) | 없음(소련으로 참가) | 없음(소련으로 참가) | 없음(소련으로 참가) | 없음(소련으로 참가) | 없음(소련으로 참가) | 없음(소련으로 참가) | 없음(소련으로 참가) |
| 1962년           | 없음(소련으로 참가) | 없음(소련으로 참가) | 없음(소련으로 참가) | 없음(소련으로 참가) | 없음(소련으로 참가) | 없음(소련으로 참가) | 없음(소련으로 참가) | 없음(소련으로 참가) | 없음(소련으로 참가) |
| 1966년           | 없음(소련으로 참가) | 없음(소련으로 참가) | 없음(소련으로 참가) | 없음(소련으로 참가) | 없음(소련으로 참가) | 없음(소련으로 참가) | 없음(소련으로 참가) | 없음(소련으로 참가) | 없음(소련으로 참가) |
| 1970년           | 없음(소련으로 참가) | 없음(소련으로 참가) | 없음(소련으로 참가) | 없음(소련으로 참가) | 없음(소련으로 참가) | 없음(소련으로 참가) | 없음(소련으로 참가) | 없음(소련으로 참가) | 없음(소련으로 참가) |
| 1974년           | 없음(소련으로 참가) | 없음(소련으로 참가) | 없음(소련으로 참가) | 없음(소련으로 참가) | 없음(소련으로 참가) | 없음(소련으로 참가) | 없음(소련으로 참가) | 없음(소련으로 참가) | 없음(소련으로 참가) |
| 1978년           | 없음(소련으로 참가) | 없음(소련으로 참가) | 없음(소련으로 참가) | 없음(소련으로 참가) | 없음(소련으로 참가) | 없음(소련으로 참가) | 없음(소련으로 참가) | 없음(소련으로 참가) | 없음(소련으로 참가) |
| 1982년           | 없음(소련으로 참가) | 없음(소련으로 참가) | 없음(소련으로 참가) | 없음(소련으로 참가) | 없음(소련으로 참가) | 없음(소련으로 참가) | 없음(소련으로 참가) | 없음(소련으로 참가) | 없음(소련으로 참가) |
| 1986년           | 없음(소련으로 참가) | 없음(소련으로 참가) | 없음(소련으로 참가) | 없음(소련으로 참가) | 없음(소련으로 참가) | 없음(소련으로 참가) | 없음(소련으로 참가) | 없음(소련으로 참가) | 없음(소련으로 참가) |
| 1990년           | 없음(소련으로 참가) | 없음(소련으로 참가) | 없음(소련으로 참가) | 없음(소련으로 참가) | 없음(소련으로 참가) | 없음(소련으로 참가) | 없음(소련으로 참가) | 없음(소련으로 참가) | 없음(소련으로 참가) |
| 1994년           | 8강                 | 7위                 | 5                   | 1                   | 3                   | 1                   | 9                   | 8                   | 6                   |
| 1998년           | 8강                 | 8위                 | 6                   | 3                   | 2                   | 1                   | 10                  | 9                   | 11                  |
| 합계             | 2회 출전(2/2)       | 8강(2회)            | 11                  | 4                   | 5                   | 2                   | 19                  | 17                  | 17                  |

## 주요 선수
- 아르슬란미라트 아마노프
- 루슬란 민가조프
- 세르다르 안나오라조프
- 메칸 사파로프
- 세르다르 겔디예프
- 아흐메트 아타예프

## 역대 감독
| 감독                  | 임기        |
| --------------------- | ----------- |
| 볼로디미르 베즈소노우 | 2002 ~ 2003 |